# Castanopsis acuminatissima
Castanopsis acuminatissima és un arbre de fulla perenne originària del sud-est asiàtic i de Nova Guinea. És conegut per diversos noms comuns en la seva distribució, com ara roure blanc, roure de Nova Guinea, roure de Papua Nova Guinea, ki riung, ko-duai, ko-soi, ko-mat, meranak, i riung anak.

## Descripció
Castanopsis acuminatissima és un arbre de gran copa, fins a 40 metres d'alçada. El tronc és marcadament estriat, i de vegades reforçat. L'escorça és de color gris o marró pàl·lid, rugosa i amb fissures, de menys de 25 mm de gruix. L'escorça interior és de color vermell.
Les fulles són simples, de 9,0-11,5 cm de llarg i 2,5-3,5 cm d'ample, i estan disposades en espiral al llarg de les branques. La fruita que produeix és de closca, simple d'1 a 10 mm de diàmetre.

## Distribució i hàbitat
Castanopsis acuminatissima desenvolupa el seu cicle vital des de la Xina sudoccidental (províncies de Guizhou i Yunnan) passant per Indoxina (Laos, Myanmar, Thailàndia, Vietnam, i els Tossals de Chittagong de Bangladesh) i Malèsia (Malàsia: illes de
Sulawesi, Java, Kalimantan, i Sumatra; a Indonèsia: les illes de Nova Guinea (Papua Occidental a Indonèsia i Papua Nova Guinea) i Nova Bretanya (Papua Nova Guinea)).

## Hàbitat i ecologia
Castanopsis acuminatissima és nativa dels boscos tropicals de dipterocarps de les terres baixes i dels boscos pluvials de muntanya des de 300 fins a 2.500 metres d'altitud. A Nova Guinea i Nova Gran Bretanya, és un arbre predominant als boscos de muntanya inferior, situat entre els 900-1000 i els 2000 metres d'altitud. També es pot trobar a elevacions més baixes en boscos de turons de petites coronacions, en associació amb Hopea papuana i la Casuarina papuana, tolerant a la sequera.